# Dömitzer SV 06
Der Dömitzer Sportverein von 1906 ist ein deutscher Mehrsparten-Sportverein, der in der mecklenburgischen Landstadt Dömitz ansässig ist. 2024 bot er die Sportarten Aerobic, Fußball, Line Dance, Tischtennis und Volleyball an.

## Porträt
Als sich nach dem Zweiten Weltkrieg in der Sowjetischen Besatzungszone (BZ) die sportliche Landschaft aufgrund des Verbots aller Sportvereine grundlegend veränderte, entstand in Dömitz zunächst eine lose organisierte Sportgemeinschaft (SG). Die SG Dömitz wurde durch ihre Fußballmannschaft überregional bekannt, als sie 1946/47 an der ersten Fußball-Landesmeisterschaft in Mecklenburg-Vorpommern teilnahm. In der Staffel Mecklenburg-West der Landesklasse Mecklenburg-Vorpommern, eine der fünf höchsten Spielklassen in der SBZ, belegten die Dömitzer Platz acht unter zehn Mannschaften. Da zur Saison 1947/48 die Landesklasse von vier auf zwei Staffeln reduziert wurde, reichte der SG Dömitz die Platzierung nicht zum Klassenerhalt. 
1953 stiegen die Dömitzer Fußballer aus der Kreisliga in die Bezirksklasse Schwerin auf, es war die 4. Liga im DDR-Fußball. Die frühere Sportgemeinschaft war inzwischen in die Betriebssportgemeinschaft (BSG) Einheit Dömitz umgewandelt worden, Trägerbetrieb war die Stadtverwaltung. Bis 1965 verblieb die BSG Einheit in der Bezirksklasse, die zwischen 1956 und 1963 wegen des Bestehens der II. DDR-Liga als 3. Spielklasse nur fünftklassig war. 1965 gelang den Dömitzern der Aufstieg in die drittklassige Bezirksliga Schwerin. Dort spielte Einheit Dömitz drei Spielzeiten bis 1968, stieg danach wieder in die Bezirksklasse ab und wurde dort 1968/69 bis in die Kreisliga Ludwigslust durchgereicht. Von diesem Absturz erholte sich die Mannschaft nicht wieder, und die BSG spielte fortan im DDR-Fußball nicht mehr auf der Bezirksebene. 
In den 1970er Jahren wechselte die Betriebssportgemeinschaft den Trägerbetrieb. Der Volkseigene Betrieb Elektronische Bauelemente in Dömitz übernahm die Trägerschaft und die BSG nannte sich in Elektronic Dömitz um. Nach der politischen Wende von 1990 und der damit verbundenen wirtschaftlichen Veränderungen in Ostdeutschland brach das System der Betriebssportgemeinschaften zusammen. Daraufhin gründeten Mitglieder der bisherigen BSG Elektronic 1990 den eingetragenen Verein Dömitzer Sportverein von 1906. Dies geschah unter Bezugnahme auf den früheren Vereinsnamen Anfang des 20. Jahrhunderts. Zur bekanntesten Abteilung entwickelte sich wieder der Fußballsport, obwohl sie bisher nicht über das Kreisklassenniveau herauskam (Stand 2024).